# قواع
القُوَاع أو الخُزَز أو الأرنب البرية أو الأرنب الوحشية هو حيوان ثديي بري عاشب شبيه بالأرنب. من الأرانب البرية نحو 30 نوعًا في العالم، لها ألوان وأحجام مختلفة، تعيش في كل البيئات وتتكيف فيها من البيئات صحراوية إلى الغابات المطيرة.
أما الأنثى فتسمى «العدنة».
ومن أسمائه عكرشة والخزز والخرنق والزموع (المخصص لابن سيده) ويُسمَّى ولده: الخِرْنِق.
موسم التكاثر في أول آذار (مارس) وكانون الثاني (يناير) وأشهر الربيع وهذا أوج ذروة التكاثر مدة الحمل 31 يوم وممكن 21 يوم حيث أنها تلد مرة واحدة في السنة و نادرًا اثنان في العام الواحد، وتلد الإناث من 1 الا 3 و الأغلب تلد 1 وترضع الصغار. يتغذى القواع على جذور الأشجار والنباتات وأوراق الأشجار الخضراء والبذور. هذا ويبني القواع مساكنه في قلب الأشجار أو الكهوف أو مغارات يحفرها تحت الأرض. ويشار إلى أن القواع ينشط في الليل خشية ارتفاع درجة حرارة الصحراء، وخطر مفترسيه من الحيوانات والزواحف والطيور الجارحة، ويعتبر البشر ألد أعدائه لأنه من أهم طرائد الصيد لدى ممارسي رياضة الصيد.

## طالع أيضًا
- أرنب
- قواع أوروبي
- قواع تبتي
- قواع القطب الشمالي
- أرنبيات الشكل
- أرنبوس أسود الذيل